# Emerson Leal
Emerson Mariano Ribeiro Leal, conhecido simplesmente como Emerson Leal, é um cantor, compositor, letrista, violonista, arranjador, produtor musical e cientista social brasileiro, considerado um grande destaque da MPB atual.

## Início
Autodidata, Emerson Leal começou a tocar violão de ouvido aos nove anos de idade. Na adolescência fez as suas primeiras apresentações em público, em mostras de som no CEFET-Bahia (hoje IFBA), onde cursava o Ensino Médio. Nessa época também surgiram as suas primeiras composições.
Já na universidade (é formado em Ciências Sociais pela UFBA), montou seu primeiro show solo, intitulado "Arte-final", e logo depois fundou a banda Oda Mae Brown, com a qual circulou pela cena cultural de Salvador nos anos 2000, chegando a se apresentar em duas finais seguidas do Festival Universitário da Bahia (UNIFEST), na Concha Acústica do Teatro Castro Alves, em 2004 e 2005. Nas duas oportunidades os finalistas gravaram suas composições no CD coletivo do Festival. Assim deram-se as primeiras incursões oficiais em estúdio de Emerson Leal como cantor, instrumentista e compositor.

## Carreira

### 2008—2012: Início e primeiro álbum
Em 2008, Leal mudou-se para o Rio de Janeiro com o objetivo de ampliar as possibilidades de sua carreira musical. Pouco depois, passou a frequentar São Paulo, onde fez novas conexões e iniciou parcerias de composição com Tom Zé e Luiz Tatit, com os quais colaborou no processo de produção do Booksong Tom Zé (livro que reúne cifras, letras e partituras de canções do compositor iraraense, lançado pela Editora Multifoco em 2013).
A partir de 2010, Leal começou a produzir, em home studio, gravações de suas composições. Dessa produção nasceu o seu álbum de estreia, homônimo, lançado em 2012 e que continha dez canções: as já citadas parcerias com Tom Zé ("Círculo") e Luiz Tatit ("Das flores e Das Dores" e "Coisa Perene"), outras obras compostas somente pelo próprio Leal ("Silêncios", "(Que é que te deu) De repente", "Mais da cama que da fama"), mais outras feitas em parceria, com o compositor baiano Oto Paim ("No Japão", "Doce") e com o paulista Fernando Salem ("Me Love me") e o "Blues da Vampira", da autoria de Eduardo Pinheiro. O show de lançamento do álbum aconteceu no Solar de Botafogo, no Rio de Janeiro, em 5 de dezembro de 2012.

### 2013—2016: Shows e segundo álbum
A turnê baseada no disco passou pelo Rio de Janeiro (capital e interior), São Paulo, Salvador e também pela Itália, dentro das programações do Lucania Film Festival, em Pisticci, e da Festa Il bianco e la rossa, em Rotonda. Em novembro de 2014 lançou, de forma exclusivamente digital, o single "Não desperdice palavras", de sua autoria. No ano seguinte entrou em estúdio para iniciar a gravação de uma nova coleção de músicas, que viriam a formar o álbum Cortejo, a ser lançado em 30 de agosto de 2016. O disco é quase todo composto por Leal, à exceção de "Tipo nós", mais uma parceria com Luiz Tatit, e de "Parado no perigo"", composição dos cariocas Ana Clara Horta e Gabriel Pondé.

### 2017—2019: Parcerias e consolidação artística
O show "Cortejo" estreou no Rio de janeiro em 26 de janeiro de 2017, no Espaço Cultural Sérgio Porto. No dia seguinte, a canção "Vai que dá certo", de Leal, seria interpretada por Ana Carolina na estreia do seu show "Ruído Branco", no Teatro Bradesco, também na capital do Rio.
Meses depois constituiu o grupo Três Quartos, ao lado de Julia Bosco e Gustavo Macacko, fazendo shows regulares no Rio de Janeiro e lançando EP homônimo.
Em 23 de março de 2018 lança EP intitulado "Ao vivo no Rio", gravado durante o show de lançamento do show "Cortejo".
A canção "Pra ter razão" conquistou o primeiro lugar na categoria "Música" do Festival de Música do Tribunal de Justiça da Bahia. A final do Festival foi realizada no Teatro Castro Alves, em Salvador, no dia 26 de Outubro de 2018. "Pra ter razão" foi interpretada pela cantora Claudia Garcia, que também conquistou o primeiro lugar na categoria "Intérprete". No dia seguinte ao prêmio, 27 de outubro de 2018, a canção foi lançada por Emerson Leal nas plataformas digitais.
Em 2019, lançou o single "Namoradinha de uma amiga minha", que imediatamente entrou na programação regular da Rádio Educadora da Bahia.

### 2020—presente: gravação com João Bosco e primeira retrospectiva da carreira
Em 2020, com o impacto da pandemia do coronavírus em todo o mundo, Emerson Leal lançou em single sua canção "Na frente da tela", com um videoclipe onde os participantes, pessoas de sua família e amigos, gravaram suas participações durante o isolamento social em suas próprias casas. Em 2021, lançou "Eu parei de te seguir", mais um single em que gravou todos os instrumentos em seu home studio.
Em Janeiro de 2022, lançou nas plataformas de streaming o single "Um Samba Inacabado", de sua autoria, com participação especial de João Bosco, artista que sempre foi sua grande referência em relação ao violão desde a adolescência. Um ano depois, lançou seu terceiro disco, "Futuro é uma moda que passou (Ao vivo - 2013/14)", gravado durante a turnê do seu álbum de estreia.

## Discografia

### Álbuns
| Ano  | Detalhes do Álbum |
| ---- | --- |
| 2012 | Emerson Leal - Lançamento: 01 de outubro de 2012 - Gravadora(s): Independente - Formato(s): CD, Streaming, download digital                                 |
| 2016 | Cortejo - Lançamento: 30 de agosto de 2016 - Gravadora(s): Independente - Formato(s): CD, Streaming, download digital                                       |
| 2023 | Futuro é uma moda que passou (Ao vivo - 2013/14) - Lançamento: 20 de outubro de 2023 - Gravadora(s): Independente - Formato(s): Streaming, download digital |

### EP
| Ano  | Detalhes |
| ---- | --- |
| 2018 | Ao vivo no Rio - Lançamento: 23 de março de 2018 - Gravadora(s): Independente - Formato(s): Streaming, download digital |

### Singles
| Ano  | Detalhes |
| ---- | --- |
| 2014 | Não desperdice palavras - Lançamento: 25 de novembro de 2014 - Gravadora(s): Independente - Formato(s): Streaming              |
| 2018 | Vai que dá certo - Ao vivo - Lançamento: 23 de fevereiro de 2018 - Gravadora(s): Independente - Formato(s): Streaming          |
| 2018 | Pra ter razão - Lançamento: 27 de outubro de 2018 - Gravadora(s): Independente - Formato(s): Streaming                         |
| 2019 | Namoradinha de uma amiga minha - Lançamento: 20 de setembro de 2019 - Gravadora(s): Independente - Formato(s): Streaming       |
| 2020 | Na frente da tela - Acústico - Lançamento: 03 de julho de 2020 - Gravadora(s): Independente - Formato(s): Streaming            |
| 2021 | Eu parei de te seguir - Lançamento: 24 de abril de 2021 - Gravadora(s): Independente - Formato(s): Streaming                   |
| 2022 | Um Samba Inacabado (feat. João Bosco) - Lançamento: 07 de janeiro de 2022 - Gravadora(s): Independente - Formato(s): Streaming |